# Тоски
Тоски (алб. Toskë) или още и Тоск е южноалбанско регионално название по единия от двата основни албански диалекта.
Този диалект е взет за основа на книжовния албански език. Говори се от албанците южно от река Шкумбини, които също са наричани тоски. Сред тях са средоточени православните албанци, но въпреки че мюсюлманите са най-много в Северна Албания, сред гегите, такива има и сред тоските.
Тоски са арбарешите, арванитите, чамите, сулиотите, лаберите и северните тоски в Южна Албания.